# Delmás (manzana)
Delmás es el nombre de una variedad cultivar de manzano (Malus domestica) Esta manzana está cultivada en la colección de germoplasma de manzanas del CSIC, también está cultivada en la colección de germoplasma de peral y manzano en la "Finca de Gimenells de la Estación Experimental de Lérida - IRTA". Esta manzana es originaria de la Comunidad autónoma de Aragón, procedente de un ejemplar localizado en el año 1995 en Noales, comarca de La Ribagorza, Huesca.

## Sinónimos
- "Delmás M021",[3]
- "Manzana Delmás".[7]

## Historia
'Delmás' es una variedad de manzana de Aragón, está catalogada con el número de accesión M021 en el Banco de germoplasma de peral y manzano de la Universidad de Lérida, que se encuentra integrado en la Red de Colecciones del Programa de Conservación y Utilización de los Recursos Fitogenéticos para la Alimentación y la Agricultura, del Plan Nacional de I+D+I.
'Delmás' está considerada con otras muchas de las entradas que se han incorporado al Banco de germoplasma en la "Finca de Gimenells de la Estación Experimental de Lérida - IRTA", provienen de ejemplares únicos, en algunos casos, actualmente desaparecidos, lo que ha permitido paliar la erosión genética que se está dando en estas especies frutales.
'Delmás' es una variedad que se cultiva para su conservación genética, para posibles usos y mejoras en cruces con otras variedades, para incrementar cualidades o intercambiarlas.

## Características
El manzano de la variedad 'Delmás' tiene un vigor débil de tipo ramificado, con porte horizontal; ramos con pubescencia fuerte, de un grosor delgado, con longitud de entrenudos largos, número de lenticelas grande, relación longitud/grosor de los entrenudos grande, tipo de ramos fructíferos "lamburdas"; época de inicio de floración tardía, yema fructífera de forma cónica de una longitud corta, flor no abierta presenta color del botón floral rosa pálido, flor de tamaño pequeño, pétalos con posición relativa de los bordes superpuestos, inflorescencia con número medio de flores medio, de forma plana o ligeramente cupuliforme, sépalos de color predominante verde, sépalos de longitud media, con los pétalos de longitud corta y anchura corta, siendo la relación longitud/anchura de los pétalos ligeramente más largos, estilos con longitud en relación con los estambres de más largos, estilos con punto de soldadura lejos de la base.
Las hojas tienen un porte erguido en relación con el ramo, limbo de longitud medio y de anchura medio, con una relación longitud/anchura pequeña, forma del borde aserrada, peciolo con longitud medio, forma del limbo elíptica, aspecto de la superficie del haz brillante, pubescencia del envés fuerte, plegamiento de la superficie ondulada, tamaño de la punta media, forma de la base aguda, estípulas con una forma filiformes, y ángulo del peciolo respecto al ramo mediano.
La variedad de manzana 'Delmás' tiene un fruto de tamaño y peso pequeño; forma globosa, relación longitud/anchura grande, lados (ausencia o presencia de lados marcados) medio, posición de la anchura máxima en el medio; piel con estado ceroso fuerte, pruina de la epidermis fuerte; con color de fondo verde, importancia del sobre color débil, sobre color de superficie naranja, siendo su intensidad claro, reparto del color en la superficie solo en placas continuas, acusando unas lenticelas medianas, y una sensibilidad al "russeting" (pardeamiento áspero superficial que presentan algunas variedades) en las caras laterales débil; pedúnculo con una longitud corto, y un grosor medio, anchura de la cavidad peduncular media, profundidad de la cavidad peduncular poco profunda, y con importancia del "russeting" en cavidad peduncular débil; coronamiento por encima del cáliz ausente o muy débil, anchura de la cav. calicina estrecha, profundidad de la cav. calicina poco profunda, y con importancia del "russeting" en cavidad calicina ausente o muy débil; ojo de tamaño pequeño, cerrado; longitud de sépalos medios.
Carne de color blanca, con oscurecimiento de la carne al corte medio; textura media, dureza sensorial muy dura, con jugosidad jugoso; sabor bueno, valoración global regular; corazón con distinción de la línea fuerte; eje abierto; lóculos carpelares cerrados; porte del sépalo parcialmente extendido; semilla de longitud grande, de anchura medianamente ancha, y de color marrón.
La manzana 'Delmás' tiene una época de maduración y recolección de fruto muy tardía, finales de otoño a invierno. Época de caída de hoja  muy temprana. Se usa como manzana de mesa fresca y para sidra.

## Calidad de fruto y prueba de cata
- Peso del fruto: Pequeño
- Calibre del fruto: Pequeño
- Longitud del fruto: Media
- Índice de almidón: Alto
- Dureza medida de la carne: Alta
- Índice refractométrico (IR): Bajo
- Acidez titulable: Alta
- Jugosidad de la carne: Jugoso
- Textura de la carne: Media
- Dureza sensorial de la carne: Dura
- Dulzor: Medio
- Acidez: Débil
- Intensidad del sabor de la carne: Media
- Sabor: Bueno
- Valoración global del fruto: Regular.[3]

## Características Agronómicas
- Afinidad del injerto (compatibilidad): Mala
- Facilidad de formación y poda: Media
- Tipo de fructificación: Tipo II
- Precocidad varietal: Muy precoz
- Vecería: Alta
- Productividad: Media
- Necesidad de aclareo: Baja
- Escalonamiento de la maduración del fruto: Largo
- Sensibilidad a la caída en maduración: sin datos
- Aptitud para la conservación del fruto en árbol: sin datos
- Aptitud para la conservación del fruto en almacén o cámara: sin datos
- Sensibilidad al moteado: Alta
- Sensibilidad al oídio: sin datos
- Sensibilidad a pulgón lanígero: sin datos.[3]